# Marianne Bernadotte
Marianne Bernadotte (Helsingborg, 1924 – Estocolm, 16 de maig de 2025) va ser una actriu, model, dissenyadora teatral i filantròp sueca. Va ser membre de la casa reial sueca, sent l’última tia viva del rei Carles XVI Gustau de Suècia i parenta directa de Margarida II de Dinamarca i Anna Maria de Dinamarca.
Va començar la seva carrera artística estudiant teatre i debutant als 19 anys al Teatre Dramàtic Reial d’Estocolm. Va treballar també en cinema i com a dissenyadora teatral. El 1985 va ser reconeguda per la federació d’alta costura de París com una de les dones més ben vestides del món.
Va estar compromesa en causes filantròpiques, especialment en l’àmbit de les discapacitats, incloent-hi el suport a la investigació sobre la dislèxia i el desenvolupament d’una cadira de rodes elèctrica, motivada en part per la mort d’un dels seus fills. Es va casar primer amb Gabriel Tchang i posteriorment amb Sigvard Bernadotte, un dels fills del rei Gustau VI Adolf de Suècia, qui va perdre el títol de príncep per casar-se amb una dona no aristòcrata.